# Studen (Bern)
Studen (BE) is een gemeente en plaats in het Zwitserse kanton Bern, en maakt deel uit van het district Seeland.
Studen (BE) telt 2.958 inwoners.
In Studen (BE) ligt de golfbaan van Golf Club Ybrig.